# Фальшивый (остров, Владивосток)
Фальшивый — небольшой остров в глубине бухты Новик на острове Русском. Размеры — 40 м в длину, 15 м в ширину. Находится в ~260 метрах от юго-западного побережья бухты, рядом с посёлком Экипажный. Первоначальное название — скала Бутако́ва — было дано в 1854 году экспедицией на фрегате «Паллада» в честь И. И. Бутакова. Восточный берег омывается бухтой Школьная. Переименован в Фальшивый экспедицией В. М. Бабкина в 1862—1863 году. В названии острова отражена геоморфологическая особенность — во время сильных отливов он способен становиться фактически полуостровом.

## Геология

Остров Фальшивый 17 июля 2013 года

Островок соединён с берегом слегка изогнутой подводной косой, протяжённостью 260 м. Во время сильных отливов коса на значительном протяжении обнажается. Берега острова круты, но не обрывисты. На всём протяжении, за исключением северо-западного берега, он окружён узким галечниковым пляжем. На южном побережье острова пляж расширяется и переходит в узкую косу. Протяжённость береговой линии составляет 90 м. Высота островка ок. 4 м над ур. моря; сложен он скальными породами двух типов — преобладающими средне- и крупнозернистыми гранитами с розоватым оттенком, а также вулканической плотной породой тёмного цвета (диориты, дациты?).

## Растительность, животный мир
Мощность почвенно-растительного слоя на Фальшивом невелика и не позволяет произрастать деревьям. Преобладающая растительность — трава и крошечные кусты. Вдоль побережья островка находят приют неприхотливые кустарники морского шиповника. На остров залетают морские птицы и вороны, но гнездовий не строят. Ластоногие в окрестностях острова практически не появляются. Рядом с островом не водится крупная рыба.

## Экономика, население
В эпоху освоения острова Русский военными, на берегу бухты Школьная были построены пирсы и склады боеприпасов. Вследствие того, что о. Фальшивый фактически является одним из входных мысов бухты, в то время он имел важное навигационное значение. На северном мысу бухты был установлен светящийся навигационный знак.
До острова легко добраться. Посещается он, в основном, неорганизованными туристами. Экологическая обстановка на Фальшивом не самая лучшая. По берегу разбросано большое количество выброшенных морем пластиковых бутылок, пакетов и прочего бытового мусора.